# Emmesomyia fascigera
Emmesomyia fascigera är en tvåvingeart som först beskrevs av Stein 1906.  Emmesomyia fascigera ingår i släktet Emmesomyia och familjen blomsterflugor. Inga underarter finns listade i Catalogue of Life.